# Selección de fútbol de las Islas Baleares
La selección de fútbol de las Islas Baleares es el equipo formado por jugadores de las Islas Baleares (España) que representa a la Federación de Fútbol de las Islas Baleares. Dado que este organismo no es miembro de la FIFA ni del Comité Olímpico Internacional, la selección absoluta de Baleares no puede participar en torneos oficiales, y solo puede disputar partidos amistosos. Hasta la fecha, la selección absoluta ha disputado un único encuentro, en 2002.
En categorías inferiores, la selección de las Islas Baleares sí participa en competiciones oficiales, las que organiza la Real Federación Española de Fútbol. Además, desde 2001 la selección balear amateur disputa la Copa de las Regiones de la UEFA.

## Historia
La selección de Baleares disputó el primer partido de su historia el 28 de diciembre de 2002, ante Malta. El seleccionador, Lorenzo Serra Ferrer, alineó en el histórico encuentro a ocho jugadores del Real Mallorca (Miki, Nadal, Marcos, Riera, Ramis, Soler, Robles y Moyá), dos del Albacete Balompié (Óscar y Buades) y uno del Elche CF (Rondo), Sevilla FC (Juanmi), Hércules CF (Josemi), CD Tenerife (Martí), Sporting de Gijón (Sastre), Recreativo de Huelva (Xisco), Valencia B (Dani Rado), Ibiza (Julián Marcos), Peña Santa Eulalia (Ramón), Ciutadela (Dani Marqués) y Sporting Mahonés (Joan Melià). Toni Prats fue convocado, pero se perdió el partido por lesión. El encuentro se disputó en Son Moix ante 7000 espectadores y los malteses se impusieron por 0-2.
Tras varios años de inactividad, para finales de diciembre de 2008 estaba previsto un nuevo partido, ante Guinea Ecuatorial, que finalmente no se disputó.